# 辛寿 (明朝宦官)
辛寿（1484年—1547年），字子仁，号天峰， 山东东昌府濮州朝城县丈八里人，嘉靖时内官监太监。

## 生平
成化二十年（1484年），出生。
弘治十四年（1501年），选入宫廷，由司礼监太监扶安抚育，后进入内书馆，跟随翰林儒臣学习。
正德元年（1506年），在司礼监负责整理理笔札的事情。
正德二年（1507年），被任命为长随。
正德七年（1512年），被任命为奉御。
正德九年（1514年），父亲去世，服丧。
正德十二年（1517年），被任命为司礼监典簿佥押。
正德十三年（1518年），奉命处理孝贞纯皇后的葬礼。
正德十四年（1519年），被任命为司礼监右监丞。
嘉靖元年（1522年），奉敕令到衡府处理公务。
嘉靖二年（1523年），奉命选驸马婚礼。
嘉靖四年（1525年），奉敕令到湖广辽府等处理公务，归来，升任司礼监左监丞。
嘉靖六年（1527年），升任司礼监右少监。
嘉靖七年（1528年），奉命提督新房。
嘉靖八年（1529年），奉命本监提督经厂书堂，管理一应钱粮造作等事项。
嘉靖十年（1531年），升任内官监左少监，奉敕令去天寿山守备。
嘉靖十二年（1533年），升任内官监太监。
嘉靖十六年（1537年），赏赐蟒衣、玉带。
嘉靖十九年（1540年），乞求退休。
嘉靖二十六年（1547年），去世，享年64岁。

## 亲属
- 辛祥（祖父）
- 辛恺（父）
- 田氏（母）
- 辛恕（大哥）
- 辛贤（二哥）
- 辛良（三哥）
- 辛庆（四哥）
- 辛宪（六弟）
- 辛恩（侄）
- 辛恕（侄）
- 辛荣（侄）
- 辛营（侄）